# Vix (stanowisko archeologiczne)

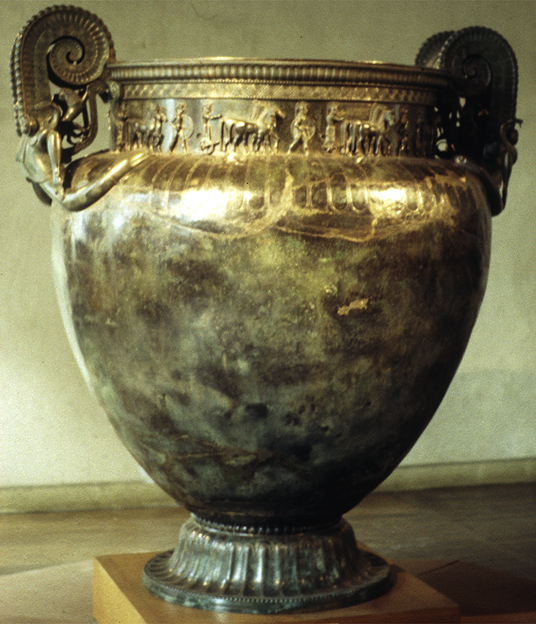
Krater z Vix

Stanowiska archeologiczne w Vix – stanowiska archeologiczne kultury zachodniohalsztackiej, położone w miejscowości Vix w departamencie Côte-d’Or we wschodniej Francji. Ich odkrywcą był francuski archeolog Maurice Moisson. Składają się one z grobowca książęcego u stóp Mont Lassois oraz osady położonej na wzgórzu.

## Stanowisko

### Grobowiec książęcy
Grobowiec datowany jest na około 500 lat p.n.e. Był to pochówek kurhanowy, o średnicy 42 i wysokości 6 metrów. Pod nasypem znajdowała się drewniana komora o powierzchni 9 m². Umieszczono w niej rozebrany na części wóz, na którego skrzyni ułożono ciało martwej kobiety w wieku około 30–35 lat. Koła tego zdobionego licznymi okuciami brązowymi wozu owinięto w płótno i ustawiono przy wschodniej ścianie komory grobowej. Zmarłą wyposażono w zestaw biżuterii, na który składały się bursztynowe i kamienne paciorki, bransolety z gagatu i bursztynu, siedem fibul, brązowe nagolenniki oraz wyróżniający się wykonany z 24-karatowego złota diadem o wadze 480 gramów. Po zewnętrznej stronie jego odgiętych gruszkowatych zakończeń przedstawiono figurki pegaza. Przypuszcza się, że przedmiot ten pochodzi z nadczarnomorskich pracowni w koloniach greckich. Ponadto w wyposażeniu grobowca odnaleziono cały zestaw naczyń. Był wśród nich wyjątkowej wielkości krater brązowy, zwany w literaturze kraterem z Vix. Znalezisko te waży 208,6 kg, jest wysokie na 164 cm i pojemne na 1000 litrów. Przypuszcza się, że zabytek ten był przywieziony na ten obszar w częściach i dopiero następnie zespojony. Inne naczynia znalezione w komorze grobowej to srebrna misa, attycka czarnofigurowa czara z przedstawieniem walczących Amazonek, podobne niezdobione naczynie oraz dwie etruskie czarki brązowe i połówka innej, uszkodzonej czarki.

### Osiedle obronne
Na wzniesieniu Mont Lassois znajdowało się w tym okresie osiedle obronne, z którym związany był omówiony grobowiec. Miało ono powierzchnię 500 na 120/150 metrów. Ufortyfikowane było za pomocą wału ziemnego, oblicowanego z obu stron murem kamiennym. Osiedle te było intensywnie zasiedlone, o czym świadczy ogromna liczba zabytków, a zwłaszcza ponad milion fragmentów ceramiki, wśród niej również importowanej ceramiki greckiej i setki wyrobów z metali.